# Torneio da Liga Metropolitana Cearense de Futebol de 1919
Em 1919, a Liga Metropolitana Cearense de Futebol realizou sua última edição do Campeonato Cearense de Futebol, que posteriormente passaria a ser organizado pela recém criada FCF. Pela segunda vez seguida contou com clubes apenas da cidade de Fortaleza (o Maranguape Foot-Ball Club havia disputado somente até 1917). 
O Ceará venceu o  Fortaleza na decisão e sagrou-se penta campeão cearense de futebol. Jornais da época exaltaram o feito da equipe Alvinegra, que seria reconhecido oficialmente em 2008 pelo Tribunal de Justiça Desportiva do Ceará, que fez com que o seu título ganho pudesse ser validado como estadual cearense pela Federação Cearense de Futebol (FCF), em seu ato administrativo nº 11 de 2008.

## Premiação
| Campeonato Cearense de 1919    |
| Fortaleza                      |
| ------------------------------ |
| CEARÁ Pentacampeão (5º título) |